# Ağanəzər Novruzov
Ağanəzər Novruzov (también escrito como Aghanazar Novruzov; 1 de enero de 2005) es un deportista azerbaiyano que compite en lucha libre. Ganó una medalla de bronce en el Campeonato Europeo de Lucha de 2025, en la categoría de 74 kg.

## Palmarés internacional
| Campeonato Europeo | Campeonato Europeo      | Campeonato Europeo | Campeonato Europeo |
| Año                | Lugar                   | Medalla            | Categoría          |
| ------------------ | ----------------------- | ------------------ | ------------------ |
| 2025               | Bratislava (Eslovaquia) | Medalla de bronce  | 74 kg              |